# Дискуа, Карлос
Карлос Исраэль Дискуа Кастельянос (исп. Carlos Israel Discua Castellanos; родился 20 сентября 1984 года в Тегусигальпа, Гондурас) — гондурасский футболист, полузащитник клуба «Мотагуа» и сборной Гондураса.

## Клубная карьера
Дискуа начал карьеру выступая на родине за клубы «Олимпия», «Пумас УНАХ» и «Виктория». В составе столичной команды Карлос дважды выиграл чемпионат Гондураса. В 2009 году он перешёл в гватемальский «Шинабайуль». 27 сентября в матче против «Альконес» Карлос забил свой первый гол за новый клуб. В 2010 году он перешёл в «Комуникасьонес». С новым клубом Дискуа выиграл чемпионат Гватемалы, после чего вернулся на родину в «Мотагуа». 3 ноября в поединке против «Виды» он забил свой первый гол за команду. 11 августа 2014 года в матче против «Гондурас Прогресо» Карлос сделал хет-трик. В 2015 году он стал чемпионом Гондураса в составе «Мотагуа».
Летом 2015 года Дискуа перешёл в коста-риканский «Алахуэленсе». 3 августа в матче против «Уругвай де Коронадо» он дебютировал в чемпионате Коста-Рики. В этом же поединке Карлос забил свой первый гол за новую команду.
В июне 2016 года Дискуа вернулся в Гондурас, подписав однолетний контракт со своим прежним клубом «Мотагуа».

## Международная карьера
12 апреля 2012 года в товарищеском матче против сборной Коста-Рики Карлос дебютировал за сборную Гондураса.
В 2015 году Дискуа принял участие в розыгрыше Золотого кубка КОНКАКАФ. На турнире он сыграл в матче против сборной Гаити, США и Панамы. В поединке против американцев Карлос забил свой первый гол за национальную команду.
В 2017 году в составе сборной Дискуа принял участие в розыгрыше Золотого кубка КОНКАКАФ. На турнире он сыграл в матче против команд сборной Коста-Рики, Французской Гвианы и Канады.

### Голы за сборную Гондураса
| #   | Дата          | Место                                       | Противник | Счёт | Результат | Соревнование                |
| --- | ------------- | ------------------------------------------- | --------- | ---- | --------- | --------------------------- |
| 01. | 7 июля 2015   | Тойота Стэдиум, Даллас, США                 | США       | 2:1  | 2:1       | Золотой кубок КОНКАКАФ 2015 |
| 02. | 16 марта 2017 | Франсиско Морасан, Сан-Педро-Сула, Гондурас | Никарагуа | 1:0  | 2:0       | Товарищеский матч           |

## Достижения
Командные
 «Олимпия»
- Чемпионат Гондураса по футболу — Клаусура 2006
- Чемпионат Гондураса по футболу — Клаусура 2008

 «Комуникасьонес»
- Чемпионат Гватемалы по футболу — Апертура 2011

 «Мотагуа»
- Чемпионат Гондураса по футболу — 2014/2015